# 井口民樹
井口 民樹（いぐち たみき、別名：井口 隆史、1934年12月23日 -2022年10月7日）は、日本の作家・ノンフィクション作家。

## 来歴
大分県生まれ。早稲田大学卒。『産経新聞』、『週刊サンケイ』記者を経て1963年にフリーとなり、小説、ノンフィクションを書く。丸山ワクチンの擁護者。2012年に『安部磯雄の生涯 - 質素之生活 高遠之理想』（著者名は別名の、井口隆史）で、第60回 日本エッセイスト・クラブ賞を受賞した。

## 著書
- 『小説森進一』太陽・サン・ブックス 1974
- 『感覚遊戯』スポーツニッポン新聞社出版局 1980
- 『シークレット・クラブ』青樹社 1980
- 『ガンが消えた 丸山ワクチン追跡レポート』桃園書房 1981
- 『外科病棟の陰謀 ミステリー』青樹社 1981 のち双葉文庫、青樹社文庫
- 『再考丸山ワクチン』連合出版 1982
- 『東京大壊滅』スポニチ出版 1982
- 『肉の森』スポニチ出版 1982
- 『ゴーストバスターズ 映画小説』1984 講談社X文庫
- 『さいはて特急おおぞら殺人事件 トラベルミステリー』青樹社 1986
- 『三冠騎手吉永正人 いま明かすドン尻強襲の秘密』朝日出版社 1986
- 『第三世代のガン新薬 ’86ガン最前線レポート』永田孝一共著 1986 ケイブンシャブックス
- 『風牌は哭いたか 小説Aクラス麻雀入門』フタバノベルス、1987
- 『大山・宍道湖殺人ライン トラベルミステリー』青樹社 1988
- 『モザンビークからきた天使 医師をめざすアフリカの少女の日本留学記』瀬野丘太郎絵 1988 学研のノンフィクション
- 『青函殺人海峡539 トラベルミステリー』青樹社 1989
- 『闇の臨床試験 長編医学サスペンス』フタバノベルス、1989 のち文庫
- 『東京ベイエリア殺人事件』青樹社 1990
- 『闇の執刀 長編ミステリー』フタバノベルス 1990
- 『あずさ9号殺人ダイヤ』立風ノベルス、1991
- 『告白・渇いた蜜月』フタバノベルス 1992
- 『美容外科医の陰謀』1992 双葉文庫
- 『「北斗星」24時間の空白』青樹社 1992
- 『愚徹のひと丸山千里 「丸山ワクチン」の苦難と栄光』文芸春秋 1994
- 『わたしが誘拐された?』岩本真槻画 学習研究社 2002 ファンタジックミステリー館
- 『瀬戸際の勝負師 騎手たちはそのときをどう生きたか』VIENT 2004
- 『北海道おんな紀行 過ぎ去った昭和を見た』太陽・くま文庫 2009
- 『七十路(なそじ)の閑中日記』太陽 2010 くま文庫
- 『今こそ丸山ワクチンを! 30数年の時を経て再びがん治療の最前線へ』丸山茂雄共著 ベストセラーズ 2012
- 『安部磯雄の生涯 - 質素之生活 高遠之理想』（著者名は、井口隆史）（第60回 日本エッセイスト・クラブ賞）2012[1]